# Holland (album)
Holland je 19. studiové album americké poprockové skupiny The Beach Boys. Vyšlo v roce 1973 u vydavatelství Reprise Records a Brother Records (společnost založená skupinou The Beach Boys). Je to jejich první album od roku 1965 nahrané bez účasti dlouholetého člena Bruce Johnstona. Součástí původního vydání byla bonusová EP deska Mount Vernon and Fairway, která obsahovala dvanáctiminutovou pohádku o magickém rádiu, jejímž autorem byl z většiny Brian Wilson, který se jinak natáčení tohoto alba takřka neúčastnil.

## Okolnosti vzniku alba
V době, kdy ve Spojených státech poklesl zájem o produkci kapely, The Beach Boys často koncertovali v Evropě, kde měly i jejich desky větší ohlas. Po mimořádně dobrém přijetí v Nizozemí (zejména v Amsterdamu) se rozhodli své další album natočit právě tam, ve studiu v malé obci Baambrugge. To se však ukázalo nezpůsobilé jejich požadavkům, proto nechala skupina převézt vlastní techniku z Los Angeles. Členové kapely do země přijeli i s rodinami a celým týmem pro koncertování a natáčení, které probíhalo od 3. června do 15. srpna 1972. Vše probíhalo v nelehkých podmínkách, což mělo negativní i pozitivní vlivy. K prvým patřily zejména technické problémy, které nahrávání alba neobyčejně prodražily (asi 250 000 dolarů). Na druhé straně se kapele podařilo rozbít rutinu práce a vnést nová témata do textů písní, což se na výsledku kladně projevilo. Někdejší leader The Beach Boys Brian Wilson sice do Nizozemí přijel též, ale do natáčení takřka nezasahoval (spoluautorský kredit má pouze u dvou písní: Sail On, Sailor a Funky Pretty). Wilson nicméně pracoval na pobočném projektu, epické skladbě Mount Vernon and Fairway, která vyšla jako k albu přikládaná EP deska. Přese všechnu snahu a velké investice nakonec v Holandsku vznikla pouze část LP, mnohé dodělávky probíhaly ve studiích Village Recorders v Los Angeles. Úvodní píseň Sail On, Sailor, jež vyšla současně jako pilotní singl, byla dotočena na poslední chvíli v reakci na požadavek vydavatelské firmy, která na desce necítila žádný hit.

## Vydání a přijetí
Album Holland se setkalo s převážně příznivými recenzemi. Během dalších let se velmi pochvalně o desce vyjádřilo i několik významných hudebníků: např. Elvis Costello označil Holland za jednu ze svých nejoblíbenějších LP, Tom Petty dokonce napsal pochvalný text do bookletu k CD reedici z roku 2000.
V USA se LP umístilo na #36 a ve Velké Británii na #20. Vyšly z něj dva singly: Sail On, Sailor (US #49) a část triptychu California Saga s názvem California (US #84, UK #37). Nepřekvapivě bylo album velmi kladně přijato také v Nizozemí, kde dosáhlo na #9 a singl Sail On, Sailor na #28. Řada písní z desky se ještě téhož roku objevila v koncertních verzích na úspěšné desce The Beach Boys in Concert (1973). 

## Seznam skladeb
| Strana 1 | Strana 1                              | Strana 1                                                             | Strana 1                   | Strana 1 |
| Pořadí   | Název                                 | Autor                                                                | Vedoucí vokály             | Délka    |
| -------- | ------------------------------------- | -------------------------------------------------------------------- | -------------------------- | -------- |
| 1.       | Sail On, Sailor                       | Brian Wilson, Jack Rieley, Ray Kennedy, Tandyn Almer, Van Dyke Parks | Blondie Chaplin            | 3:22     |
| 2.       | Steamboat                             | Dennis Wilson, Jack Rieley                                           | Carl Wilson, Dennis Wilson | 4:33     |
| 3.       | California Saga – Big Sur             | Mike Love                                                            | Mike Love                  | 2:56     |
| 4.       | California Saga – The Beaks of Eagles | Robinson Jeffers, Al Jardine, Lynda Jardine                          | Mike Love, Al Jardine      | 3:49     |
| 5.       | California Saga – California          | Al Jardine                                                           | Mike Love                  | 3:21     |

| Strana 2 | Strana 2          | Strana 2                                              | Strana 2                                            | Strana 2 |
| Pořadí   | Název             | Autor                                                 | Vedoucí vokály                                      | Délka    |
| -------- | ----------------- | ----------------------------------------------------- | --------------------------------------------------- | -------- |
| 1.       | The Trader        | Carl Wilson, Jack Rieley                              | Carl Wilson                                         | 5:04     |
| 2.       | Leaving This Town | Ricky Fataar, Blondie Chaplin, Carl Wilson, Mike Love | Blondie Chaplin, Ricky Fataar                       | 5:49     |
| 3.       | Only with You     | Dennis Wilson, Mike Love                              | Carl Wilson                                         | 2:59     |
| 4.       | Funky Pretty      | Brian Wilson, Mike Love, Jack Rieley                  | Carl Wilson, Al Jardine, Blondie Chaplin, Mike Love | 4:09     |

## Obsazení

### The Beach Boys
- Carl Wilson – sólová kytara, klavír, klávesy, zpěv
- Dennis Wilson – bicí, perkuse, klavír, zpěv
- Al Jardine – kytara, banjo, zpěv
- Mike Love – zpěv
- Blondie Chaplin – baskytara, kytara, zpěv
- Ricky Fataar – kytara, klávesy, bicí, zpěv
- Brian Wilson – piano, klávesy, doprovodné vokály

### Ostatní
- Billy Hinsche – doprovodné vokály
- Gerry Beckley – doprovodné vokály
- Bruce Johnston – doprovodné vokály
- Jack Rieley – doprovodné vokály
- Diane Rovell – doprovodné vokály
- Jonah Wilson – hlas
- Marilyn Wilson – doprovodné vokály
- Kevin Michaels – tamburína, rolničky
- Tony Martin, Jr. – pedálová steel kytara
- Charles Lloyd – flétna
- Frank Mayes – barytonsaxofon, aranžmá
- Rogier van Otterloo – aranžmá

A další (neznámí) hudebníci.